# اودگون
اودگون (به لاتین: Üdqun) یک منطقهٔ مسکونی در جمهوری آرتساخ است که در استان هادروت واقع شده‌است.